# Sinclairia
Sinclairia là một chi thực vật có hoa trong họ Cúc (Asteraceae).

## Loài
Chi Sinclairia gồm các loài: